# Nicola Colonna di Stigliano
Nicola Colonna di Stigliano (Napoli, 15 luglio 1730 – Savignano di Romagna, 30 marzo 1796) è stato un cardinale italiano.

## Biografia
Nicola Colonna di Stigliano nacque a Napoli il 15 luglio 1730, quarto dei sette figli di Ferdinando Colonna di Stigliano, II principe di Sonnino, e di sua moglie Luigia Caracciolo, dei principi di Santobuono e duchi di Bagnara. Suoi fratelli e sorelle furono Marcantonio (viceré di Sicilia nel 1774), Giuliano, Felice, Lorenzo Filippo, Margherita e Costanza. Egli era pronipote del cardinale Prospero Colonna e nipote del cardinale Giovanni Costanzo Caracciolo, ma fu l'ultimo cardinale della dinastia dei Colonna.
Compiuti gli studi all'Università La Sapienza di Roma ove ottenne il dottorato in utroque iure il 13 aprile 1752, venne nominato referendario del Tribunale della Segnatura Apostolica dal 6 luglio di quello stesso anno e poi protonotario apostolico partecipante e relatore della Sacra Consulta. Vice legato a Ferrara dal 1753 al 1759, per via dell'incompatibilità col cardinale legato Giovanni Francesco Banchieri, risiedette a Bologna. Chierico della Camera Apostolica dal 1756, ne divenne presidente nel 1761. Prefetto degli archivi dal 1768, divenne vicario del collegio di San Lorenzo in Damaso a Roma e primicerio della chiesa del Santo Spirito, ottenendo il suddiaconato il 6 aprile 1776, col diaconato due giorni più tardi.
Ordinato sacerdote il 9 aprile 1776, venne eletto arcivescovo titolare di Sebastea dal 20 maggio di quello stesso anno, venendo consacrato il 28 maggio successivo nella cattedrale di Frascati dal cardinale Enrico Benedetto Stuart, vescovo di quella diocesi e duca di York, assistito da Orazio Mattei, arcivescovo titolare di Colosso, e da Stefano Evodio Assemani, arcivescovo titolare di Apamea. Nunzio apostolico in Spagna dal 7 giugno 1776, giunse a Madrid il successivo 14 settembre, rimanendo nel suo incarico sino al 13 settembre 1785 quando giunse il suo successore, Ippolito Vincenti Mereri, arcivescovo titolare di Corinto. Durante questi anni alla corte spagnola, godette di grandi benefici concessigli dal re Carlo III che lo aveva in grande stima.
Papa Pio VI lo elevò al rango di cardinale nel concistoro del 14 febbraio 1785, inviandogli la berretta cardinalizia a Madrid tramite breve apostolico del 25 febbraio 1785, portato da monsignor Marino Carafa nelle funzioni di legato pontificio. La solenne cerimonia di imposizione della berretta per mano del sovrano Carlo III si tenne alla presenza dell'intera corte reale spagnola, con la famiglia reale e gli ambasciatori di Francia e Regno di Napoli; il 18 maggio 1786, a Roma, ricevette ufficialmente la berretta cardinalizia con annesso il titolo di Santo Stefano al Monte Celio (24 luglio). Ascritto nelle congregazioni di Propaganda Fide, della Sacra Consulta, dei Vescovi e dei Regolari e delle Acque, venne nominato legato pontificio in Romagna per un triennio dal 24 luglio 1786, facendo il solenne ingresso nella sua legazione il successivo 22 dicembre, guadagnandosi poi il rinnovo per un ulteriore triennio nel 1789, cessando il proprio legato nel 1795.
Morì a Savignano di Romagna il 30 marzo 1796, località dove si era ritirato. Sepolto temporaneamente al collegio di Savignano, successivamente il suo corpo venne trasferito a Roma e sepolto nella cappella del presepe nella basilica di Santa Maria Maggiore, della quale era stato protettore.

## Genealogia episcopale
La genealogia episcopale è:
- Cardinale Scipione Rebiba
- Cardinale Giulio Antonio Santori
- Cardinale Girolamo Bernerio, O.P.
- Arcivescovo Galeazzo Sanvitale
- Cardinale Ludovico Ludovisi
- Cardinale Luigi Caetani
- Cardinale Ulderico Carpegna
- Cardinale Paluzzo Paluzzi Altieri degli Albertoni
- Papa Benedetto XIII
- Papa Benedetto XIV
- Papa Clemente XIII
- Cardinale Enrico Benedetto Stuart
- Cardinale Nicola Colonna di Stigliano

## Ascendenza
|                                                         |                                                |                                                       | Genitori                                      |  |  | Nonni |  |  | Bisnonni                            |  |  | Trisnonni                                      |  |
|                                                         |                                                |                                                       |                                               |  |  |       |  |  | Filippo Colonna, signore di Sonnino |  |  | Marcantonio V Colonna, VII principe di Paliano |  |
|                                                         |                                                |                                                       |                                               |  |  |       |  |  | Filippo Colonna, signore di Sonnino |  |  | Marcantonio V Colonna, VII principe di Paliano |  |
|                                                         |                                                | Isabella Gioeni                                       |                                               |  |  |       |  |  | Filippo Colonna, signore di Sonnino |  |  |                                                |  |
| Giuliano Colonna di Stigliano, I principe di Sonnino    |                                                |                                                       |                                               |  |  |       |  |  | Filippo Colonna, signore di Sonnino |  |  |                                                |  |
|                                                         |                                                | Clelia Cesarini                                       | Giuliano III Cesarini, III duca di Civitanova |  |  |       |  |  |                                     |  |  |                                                |  |
|                                                         |                                                | Clelia Cesarini                                       | Giuliano III Cesarini, III duca di Civitanova |  |  |       |  |  |                                     |  |  |                                                |  |
|                                                         |                                                | Clelia Cesarini                                       | Margherita Savelli                            |  |  |       |  |  |                                     |  |  |                                                |  |
| Ferdinando Colonna di Stigliano, II principe di Sonnino |                                                | Clelia Cesarini                                       |                                               |  |  |       |  |  |                                     |  |  |                                                |  |
|                                                         |                                                | Ferdinando van den Eynde, I marchese di Castelnuovo   | Jan van den Eynde                             |  |  |       |  |  |                                     |  |  |                                                |  |
|                                                         |                                                | Ferdinando van den Eynde, I marchese di Castelnuovo   | Jan van den Eynde                             |  |  |       |  |  |                                     |  |  |                                                |  |
|                                                         |                                                | Ferdinando van den Eynde, I marchese di Castelnuovo   | …                                             |  |  |       |  |  |                                     |  |  |                                                |  |
| Giovanna van den Eynde                                  |                                                | Ferdinando van den Eynde, I marchese di Castelnuovo   |                                               |  |  |       |  |  |                                     |  |  |                                                |  |
|                                                         |                                                | Olinda Piccolomini                                    | Girolamo Piccolomini                          |  |  |       |  |  |                                     |  |  |                                                |  |
|                                                         |                                                | Olinda Piccolomini                                    | Girolamo Piccolomini                          |  |  |       |  |  |                                     |  |  |                                                |  |
|                                                         |                                                | Olinda Piccolomini                                    | Virginia di Ciaia                             |  |  |       |  |  |                                     |  |  |                                                |  |
| Nicola Colonna di Stigliano                             |                                                | Olinda Piccolomini                                    |                                               |  |  |       |  |  |                                     |  |  |                                                |  |
|                                                         | Marino V Caracciolo, IV principe di Santobuono | Ferrante Caracciolo, III principe di Santobuono       |                                               |  |  |       |  |  |                                     |  |  |                                                |  |
|                                                         | Marino V Caracciolo, IV principe di Santobuono | Ferrante Caracciolo, III principe di Santobuono       |                                               |  |  |       |  |  |                                     |  |  |                                                |  |
|                                                         | Marino V Caracciolo, IV principe di Santobuono | Chiara Loffredo                                       |                                               |  |  |       |  |  |                                     |  |  |                                                |  |
| Carmine Niccolò Caracciolo, V principe di Santobuono    | Marino V Caracciolo, IV principe di Santobuono |                                                       |                                               |  |  |       |  |  |                                     |  |  |                                                |  |
|                                                         |                                                | Giovanna Caracciolo di Torella                        | Giuseppe Caracciolo, I principe di Torella    |  |  |       |  |  |                                     |  |  |                                                |  |
|                                                         |                                                | Giovanna Caracciolo di Torella                        | Giuseppe Caracciolo, I principe di Torella    |  |  |       |  |  |                                     |  |  |                                                |  |
|                                                         |                                                | Giovanna Caracciolo di Torella                        | Costanza di Capua                             |  |  |       |  |  |                                     |  |  |                                                |  |
| Maria Luigia Caracciolo di Santobuono                   |                                                | Giovanna Caracciolo di Torella                        |                                               |  |  |       |  |  |                                     |  |  |                                                |  |
|                                                         |                                                | Francesco Ruffo, II principe della Motta San Giovanni | Carlo Ruffo, III duca di Bagnara              |  |  |       |  |  |                                     |  |  |                                                |  |
|                                                         |                                                | Francesco Ruffo, II principe della Motta San Giovanni | Carlo Ruffo, III duca di Bagnara              |  |  |       |  |  |                                     |  |  |                                                |  |
|                                                         |                                                | Francesco Ruffo, II principe della Motta San Giovanni | Costanza Boncompagni                          |  |  |       |  |  |                                     |  |  |                                                |  |
| Giovanna Costanza Ruffo                                 |                                                | Francesco Ruffo, II principe della Motta San Giovanni |                                               |  |  |       |  |  |                                     |  |  |                                                |  |
|                                                         |                                                | Giovanna Lanza                                        | Lorenzo II Lanza, conte di Mussomeli          |  |  |       |  |  |                                     |  |  |                                                |  |
|                                                         |                                                | Giovanna Lanza                                        | Lorenzo II Lanza, conte di Mussomeli          |  |  |       |  |  |                                     |  |  |                                                |  |
|                                                         |                                                | Giovanna Lanza                                        | Luisa Moncada                                 |  |  |       |  |  |                                     |  |  |                                                |  |
|                                                         |                                                | Giovanna Lanza                                        |                                               |  |  |       |  |  |                                     |  |  |                                                |  |